# Danh sách bài hát đứng đầu bảng xếp hạng Gaon Digital Chart năm 2011
Bảng xếp hoạt đĩa đơn Gaon của bảng xếp hạng Gaon là bảng xếp hạng các ca khúc xuất sắc nhất Hàn Quốc. Dữ liệu được thu nhập hằng tuần bởi Hiệp hội âm nhạc Hàn Quốc. Nó bao gồm bảng xếp hạng tuần, được mở từ Chủ nhật đến thứ bảy, và bảng xếp hạng hằng tháng.

## Bảng xếp hạng tuần
| Cuối tuần   | Ca khúc                                                                                      | Nghệ sĩ                                         | Tham khảo | Bán ra    |
| ----------- | -------------------------------------------------------------------------------------------- | ----------------------------------------------- | --------- | --------- |
| 1 tháng 1   | "Good Day" (tiếng Hàn Quốc: 좋은 날)                                                         | IU                                              | [ 1 ]     |           |
| 8 tháng 1   | "Good Day" (tiếng Hàn Quốc: 좋은 날)                                                         | IU                                              | [ 2 ]     |           |
| 15 tháng 1  | "That Man" (tiếng Hàn Quốc: 그 남자)                                                         | Hyun Bin                                        | [ 3 ]     |           |
| 22 tháng 1  | "For First Time Lovers (Banmal Song)" (tiếng Hàn Quốc: 처음 사랑하는 연인들을 위해 (반말송)) | Jung Yong Hwa                                   | [ 4 ]     |           |
| 29 tháng 1  | "For First Time Lovers (Banmal Song)" (tiếng Hàn Quốc: 처음 사랑하는 연인들을 위해 (반말송)) | Jung Yong Hwa                                   | [ 5 ]     |           |
| 5 tháng 2   | "Someday"                                                                                    | IU                                              | [ 5 ]     |           |
| 12 tháng 2  | "Black & White"                                                                              | G.NA                                            | [ 6 ]     |           |
| 19 tháng 2  | "The Story Only I Didn't Know" (tiếng Hàn Quốc: 나만 몰랐던 이야기)                          | IU                                              | [ 7 ]     |           |
| 26 tháng 2  | "The Story Only I Didn't Know" (tiếng Hàn Quốc: 나만 몰랐던 이야기)                          | IU                                              | [ 8 ]     |           |
| 5 tháng 3   | "Tonight"                                                                                    | Big Bang                                        | [ 9 ]     | 357,126   |
| 12 tháng 3  | "Going Crazy" (tiếng Hàn Quốc: 미친거니)                                                     | Song Jieun đệm bởi Bang Yong Guk                | [ 10 ]    | 330,488   |
| 19 tháng 3  | "My Heart Beating" (tiếng Hàn Quốc: 가슴이 뛴다)                                             | K.Will                                          | [ 11 ]    | 419,671   |
| 26 tháng 3  | "Intuition" (tiếng Hàn Quốc: 직감)                                                           | CN Blue                                         | [ 12 ]    | 446,025   |
| 2 tháng 4   | "Please" (tiếng Hàn Quốc: 제발)                                                              | Kim Bum Soo                                     | [ 13 ]    | 636,891   |
| 9 tháng 4   | "Please" (tiếng Hàn Quốc: 제발)                                                              | Kim Bum Soo                                     | [ 14 ]    | 353,617   |
| 16 tháng 4  | "Love Song"                                                                                  | Big Bang                                        | [ 15 ]    | 413,645   |
| 23 tháng 4  | "Danger" (tiếng Hàn Quốc: 피노키오)                                                          | f(x)                                            | [ 16 ]    | 548,927   |
| 30 tháng 4  | "Don't Cry"                                                                                  | Park Bom                                        | [ 17 ]    | 417,710   |
| 7 tháng 5   | "Don't Cry"                                                                                  | Park Bom                                        | [ 18 ]    | 300,478   |
| 14 tháng 5  | "I Hope It Would Be That Way Now" (tiếng Hàn Quốc: 이젠 그랬으면 좋겠네)                     | Park Jung-hyun                                  | [ 19 ]    | 529,093   |
| 21 tháng 5  | "Lonely"                                                                                     | 2NE1                                            | [ 20 ]    | 465,735   |
| 28 tháng 5  | "If You Were Like Me" (tiếng Hàn Quốc: 나와 같다면)                                          | Kim Yeon-woo                                    | [ 21 ]    | 644,650   |
| 4 tháng 6   | "For 1000 Days" (tiếng Hàn Quốc: 천일동안)                                                   | Ock Joo-hyun                                    | [ 22 ]    | 561,289   |
| 11 tháng 6  | "Don’t Forget Me" (tiếng Hàn Quốc: 나를 잊지 말아요)                                         | Huh Gak                                         | [ 23 ]    | 438,969   |
| 18 tháng 6  | "Coordination" (tiếng Hàn Quốc: 조율)                                                        | JK Kim Dong Wook                                | [ 24 ]    | 526,009   |
| 25 tháng 6  | "Hands Up"                                                                                   | 2PM                                             | [ 25 ]    | 640,168   |
| 2 tháng 7   | "I Am the Best" (tiếng Hàn Quốc: 내가 제일 잘 나가)                                          | 2NE1                                            | [ 26 ]    | 735,518   |
| 9 tháng 7   | "Having an Affair" (tiếng Hàn Quốc: 바람났어)                                                | GG (Park Myung Soo & G-Dragon) đệm bởi Park Bom | [ 27 ]    | 1,394,463 |
| 16 tháng 7  | "Having an Affair" (tiếng Hàn Quốc: 바람났어)                                                | GG (Park Myung Soo & G-Dragon) đệm bởi Park Bom | [ 28 ]    | 506,438   |
| 23 tháng 7  | "Good-bye Baby"                                                                              | Miss A                                          | [ 29 ]    | 927,804   |
| 30 tháng 7  | "Good-bye Baby"                                                                              | Miss A                                          | [ 30 ]    | 583,959   |
| 6 tháng 8   | "Ugly"                                                                                       | 2NE1                                            | [ 31 ]    | 450,844   |
| 13 tháng 8  | "So Cool"                                                                                    | Sistar                                          | [ 32 ]    | 570,309   |
| 20 tháng 8  | "I Turned Off the TV..." (tiếng Hàn Quốc: TV를 껐네...)                                      | Leessang đệm bởi Yoon Mirae, Kwon Jung Yeol     | [ 33 ]    | 759,005   |
| 27 tháng 8  | "I Turned Off the TV..." (tiếng Hàn Quốc: TV를 껐네...)                                      | Leessang đệm bởi Yoon Mirae, Kwon Jung Yeol     | [ 34 ]    | 445,215   |
| 3 tháng 9   | "Don't Say Goodbye" (tiếng Hàn Quốc: 안녕이라고 말하지마)                                    | Davichi                                         | [ 35 ]    | 510,387   |
| 10 tháng 9  | "Don't Say Goodbye" (tiếng Hàn Quốc: 안녕이라고 말하지마)                                    | Davichi                                         |           | 556,687   |
| 17 tháng 9  | "Don't Say Goodbye" (tiếng Hàn Quốc: 안녕이라고 말하지마)                                    | Davichi                                         |           | 394,689   |
| 24 tháng 9  | "Hello"                                                                                      | Huh Gak                                         |           | 619,294   |
| 1 tháng 10  | "Sixth Sense"                                                                                | Brown Eyed Girls                                |           | 663,438   |
| 8 tháng 10  | "Tokyo Girl" (tiếng Hàn Quốc: 동경소녀)                                                      | Busker Busker                                   |           | 677,576   |
| 15 tháng 10 | "Open Arms"                                                                                  | Ulala Session đệm bởi Christina                 |           | 596,161   |
| 22 tháng 10 | "The Boys"                                                                                   | Girls' Generation                               |           | 759,463   |
| 29 tháng 10 | "The Boys"                                                                                   | Girls' Generation                               |           | 620,454   |
| 5 tháng 11  | "The Western Sky" (tiếng Hàn Quốc: 서쪽 하늘)                                                | Ulala Session                                   | [ 36 ]    | 942,048   |
| 12 tháng 11 | "Be My Baby"                                                                                 | Wonder Girls                                    |           | 859,174   |
| 19 tháng 11 | "Cry Cry"                                                                                    | T-ara                                           |           | 742,844   |
| 26 tháng 11 | "Cry Cry"                                                                                    | T-ara                                           |           | 435,768   |
| 3 tháng 12  | "You and I" (tiếng Hàn Quốc: 너랑 나)                                                        | IU                                              |           | 1,129,761 |
| 10 tháng 12 | "You and I" (tiếng Hàn Quốc: 너랑 나)                                                        | IU                                              |           | 712,232   |
| 17 tháng 12 | "You and I" (tiếng Hàn Quốc: 너랑 나)                                                        | IU                                              |           | 467,738   |
| 24 tháng 12 | "Trouble Maker"                                                                              | HyunA & Hyunseung                               |           | 371,168   |
| 31 tháng 12 | "We Were in Love" (tiếng Hàn Quốc: 우리 사랑했잖아)                                          | Davichi & T-ara                                 |           | 481,342   |

## Bảng xếp hạng tháng
| Tháng                                                      | Ca khúc                                                             | Nghệ sĩ                                         | Điểm tổng hợp | Bán ra               | Xếp hạng cuối năm |
| ---------------------------------------------------------- | ------------------------------------------------------------------- | ----------------------------------------------- | ------------- | -------------------- | ----------------- |
| Tháng 1                                                    | "That Man" (tiếng Hàn Quốc: 그 남자)                                | Hyun Bin                                        |               | 2,129,278            | 39                |
| Tháng 2                                                    | "The Story Only I Didn't Know" (tiếng Hàn Quốc: 나만 몰랐던 이야기) | IU                                              |               | 2,118,880            | 10                |
| Tháng 3                                                    | "My Heart Beating" (tiếng Hàn Quốc: 가슴이 뛴다)                    | K.Will                                          | 158,316,435   | 2,065,053            | 13                |
| Tháng 4                                                    | "Love Song"                                                         | Big Bang                                        | 146,984,191   | 2,020,810            | 27                |
| Tháng 5                                                    | "Lonely"                                                            | 2NE1                                            | 190,313,245   | 2,935,930            | 4                 |
| Tháng 6                                                    | "Starlight Moonlight" (tiếng Hàn Quốc: 별빛달빛)                    | Secret                                          | 143,129,339   | 2,987,080            | 15                |
| Tháng 7                                                    | "Having an Affair" (tiếng Hàn Quốc: 바람났어)                       | GG (Park Myung Soo & G-Dragon) đệm bởi Park Bom | 268,055,358   | 3,625,939            | 2                 |
| Tháng 8                                                    | "I Turned Off the TV..." (tiếng Hàn Quốc: TV를 껐네...)             | Leessang đệm bởi Yoon Mirae, Kwon Jung Yeol     | 134,997,784   | 3,081,880            | 23                |
| Tháng 9                                                    | "Don't Say Goodbye" (tiếng Hàn Quốc: 안녕이라고 말하지마)           | Davichi                                         | 135,249,438   | 3,285,936            | 18                |
| Tháng 10                                                   | "Tokyo Girl" (tiếng Hàn Quốc: 동경소녀)                             | Busker Busker                                   | 135,234,443   | 2,687,487            | 52                |
| Tháng 11                                                   | "Be My Baby"                                                        | Wonder Girls                                    | 171,813,840   | 2,982,802            | 33                |
| Tháng 12                                                   | "You and I" (tiếng Hàn Quốc: 너랑 나)                               | IU                                              | 161,517,725   | 4,823,458(2011~2012) | 36                |
| Chú ý: dữ liệu được lấy từ Gaon Chart và chọn tuần để xem. |                                                                     |                                                 |               |                      |                   |

## Liên kết
- Gaon Digital Chart - Trang chủ chính thức (tiếng Hàn)